# Afrocarpus dawei
Afrocarpus dawei är en barrträdart som först beskrevs av Otto Stapf, och fick sitt nu gällande namn av Christopher Nigel Page. Afrocarpus dawei ingår i släktet Afrocarpus och familjen Podocarpaceae. IUCN kategoriserar arten globalt som nära hotad. Inga underarter finns listade i Catalogue of Life.